# Arenaria mairei
Arenaria mairei là loài thực vật có hoa thuộc họ Cẩm chướng. Loài này được Emb. mô tả khoa học đầu tiên năm 1932.